# Asilomorpha
Asilomorpha là một cận bộ và là một nhóm lớn và đa dạng của bộ Hai cánh bao gồm các loài Brachycera khác Muscomorpha.